# Keserű pókhálósgomba
A keserű pókhálósgomba (Cortinarius infractus) a pókhálósgombafélék családjába tartozó, Európában és Észak-Amerikában honos, lombos- és fenyőerdőkben élő, nem ehető gombafaj. 

## Megjelenése
A keserű pókhálósgomba kalapja 4-10 cm széles, alakja fiatalon félgömbös, majd domborúvá, széles domborúvá, néha majdnem lapossá terül ki. Néha tompán púpos. Széle kezdetben begöngyölt, később kiegyenesedik. Felszíne esős időben nyálkás, sugarasan benőtten szálas, különösen a széle felé. Színe szürkésolív, idősen sötét okkerbarna.
Húsa a közepén vastag, szélén elvékonyodó; színe piszkosfehéres, a tönknél esetleg ibolyás árnyalattal. Szaga gyenge, íze keserű. 
Lemezei sűrűk, tönkhöz nőttek vagy foggal lefutók, a féllemezek száma kevés. Színük szürkésolív, később barnás, olívbarnás.
Tönkje 5-7 cm magas és 1-2 cm vastag. Alakja hengeres, vaskos, a tövénél bunkósan kiszélesedhet. Felszíne hosszában szálas. Színe fehéres, olívbarnás, barnás elszíneződéssel. Fiatalon pókhálószerű velum (fátyol) köti össze a tönköt a kalap szélével; ennek maradványai esetenként később is láthatók. 
Spórapora okkerbarna. Spórája gömbölyded vagy csepp alakú, rücskös, mérete 6,5-8 x 5,5-7 µm.

### Hasonló fajok
A Phlegmacium alnemzetség más fajai téveszthető össze, nehéz az elkülönítése. Elkülönítő bélyegei a szürkésolív kalap és a nagyon keserű hús.

## Elterjedése és termőhelye
Európában és Észak-Amerikában honos. Magyarországon gyakori.
Lombos- és fenyőerdőkben található meg, inkább a hegyvidékeken. Júliustól októberig terem.

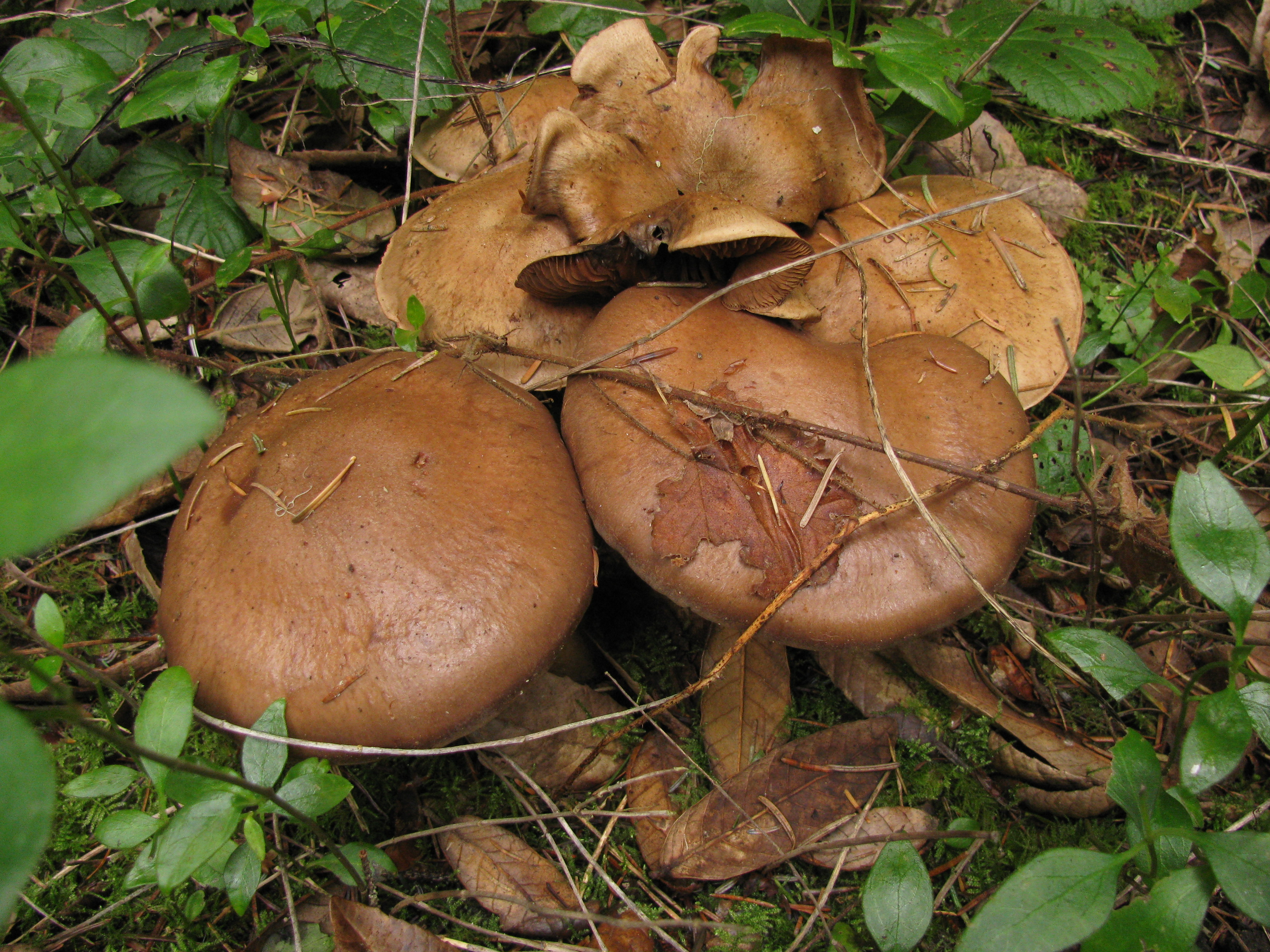
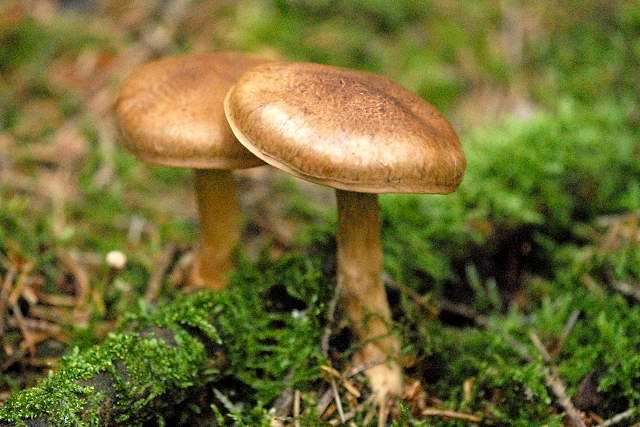
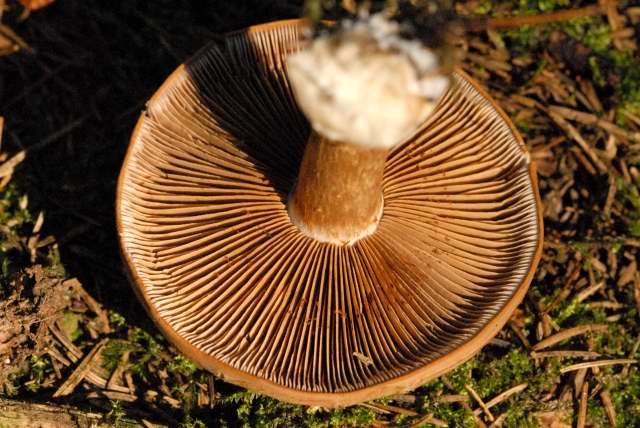
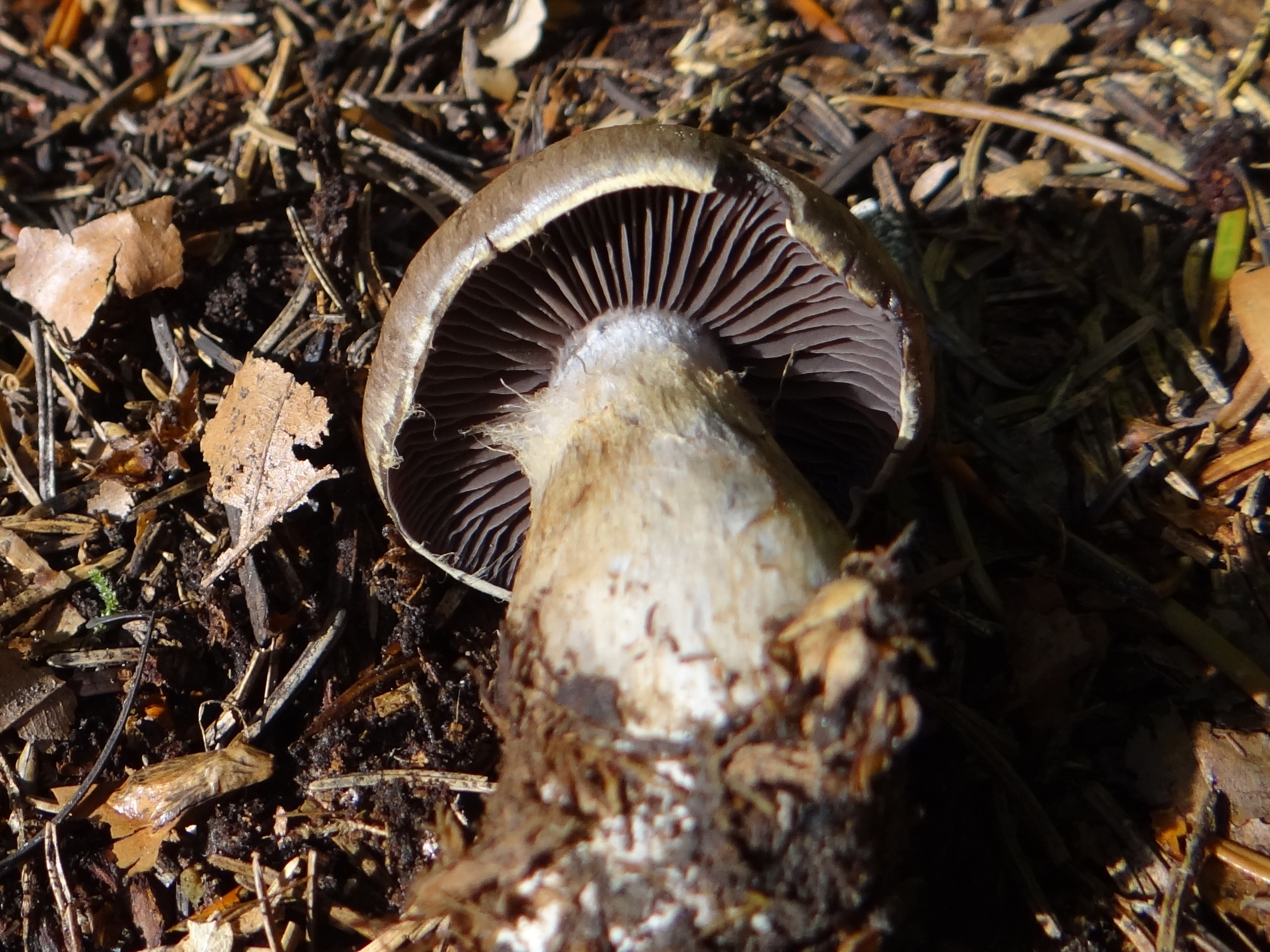
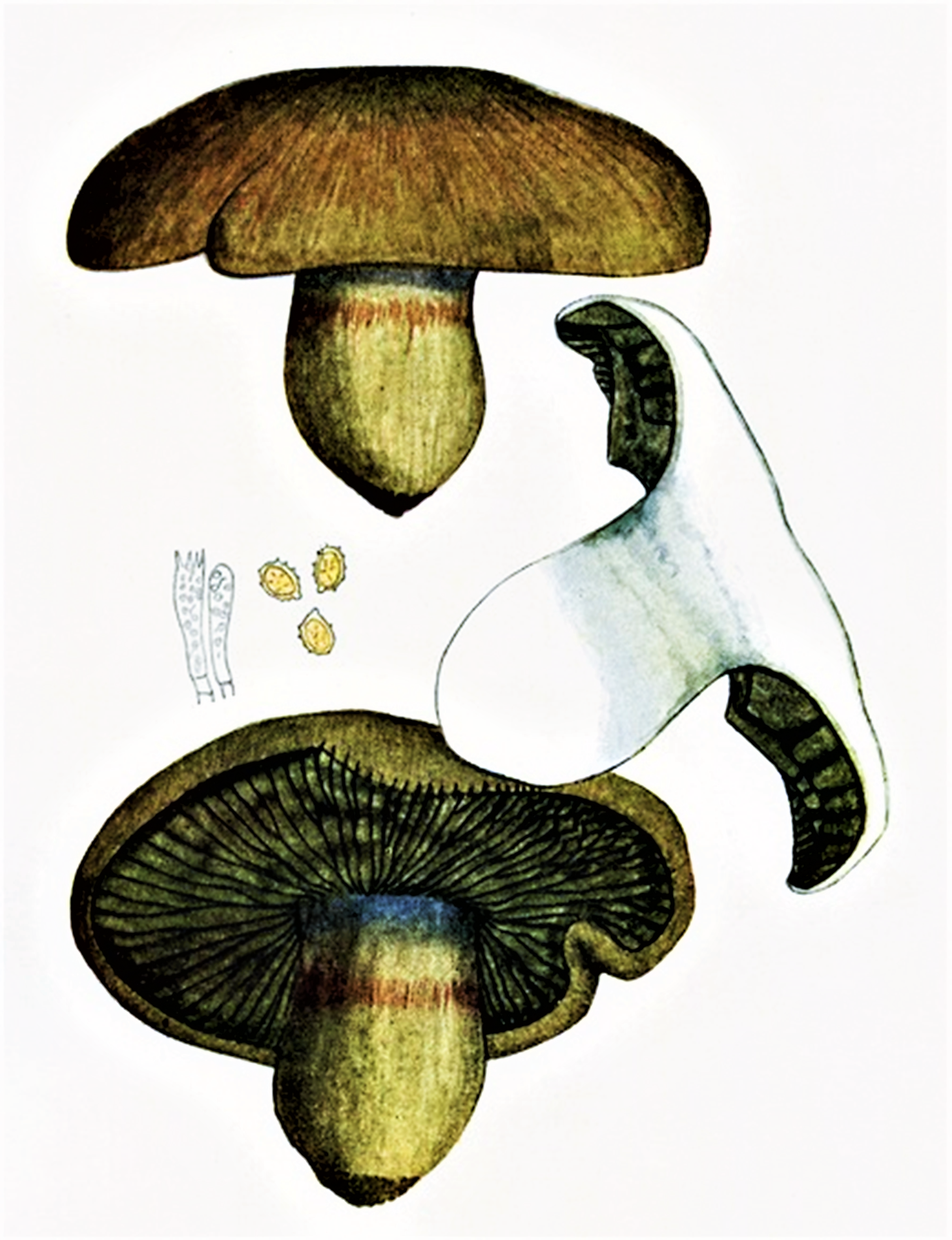

Nem ehető.  